# James J. Kilpatrick
James J. Kilpatrick (* 1. November 1920 in Oklahoma City, Oklahoma; † 15. August 2010 in Washington, D.C.) war ein US-amerikanischer Journalist, Kolumnist und Linguist für Syntaxtheorie. Er war in den USA für seine konservative Weltanschauung bekannt.

## Werdegang
Kilpatrick begann 1964, eine politische Kolumne namens A Conservative View zu schreiben, nachdem er zuvor einige Jahre als Herausgeber des Richmond News-Leader tätig war. Er war ursprünglich ein starker Anhänger der Rassentrennung, änderte er seine Ansichten über die Jahre und gab diese Position später völlig auf. Dennoch blieb er ein felsenfester Gegner von tatsächlicher oder nur wahrgenommener Einmischung der Bundesregierung in die Angelegenheiten der einzelnen Bundesstaaten.
Kilpatrick ist wohl am besten für seine neunjährige Tätigkeit beim Nachrichtenmagazin 60 Minutes des landesweiten Fernsehsenders CBS bekannt. Er hatte dort in den 1970er Jahren eine Kolumne namens „Point-Counterpoint.“ In dieser diskutierte er mit dem Journalisten Nicholas von Hoffman, nach dessen Entlassung mit der Journalistin Shana Alexander. Er schrieb anschließend als landesweit bekannter Kolumnist für das Universal Press Syndicate. Seine Artikel wurden innerhalb der Vereinigten Staaten in mehr als 180 Zeitungen abgedruckt.
Kilpatrick zog sich zuletzt ins Privatleben zurück und schrieb nur noch eine Kolumne pro Woche über Rechtsfragen (Covering the Courts). Des Weiteren gab er eine Kolumne namens The Writer's Art heraus, die sich mit dem richtigen Gebrauch der englischen Sprache befasst.  Hierzu veröffentlichte er auch ein gleichnamiges Buch.